# Helicopsyche extensa
Helicopsyche extensa är en nattsländeart som beskrevs av Ross 1956. Helicopsyche extensa ingår i släktet Helicopsyche och familjen Helicopsychidae. Inga underarter finns listade i Catalogue of Life.